# Xanthoparmelia perfissa
Xanthoparmelia perfissa är en lavart som först beskrevs av J. Steiner & Zahlbr., och fick sitt nu gällande namn av Elix. Xanthoparmelia perfissa ingår i släktet Xanthoparmelia och familjen Parmeliaceae.   Inga underarter finns listade i Catalogue of Life.